# 尹村镇
尹村镇是中国河北省邢台市隆尧县下辖的一个镇。

## 行政区划
尹村镇下辖
西尹村、东尹村、田村、王村、大宁甫村、彭村、屯里村、大霍村、北小霍村、东候村、西候村、前良村、后良村、东良村、西良村、前杨村、后杨村、东杨村、西杨村、杨村、霍庄村、染红村和南西董村。

## 交通
- 京广铁路：隆尧县站